# Geen tranen meer over
Geen tranen meer over is een nummer van de Belgische actrice-zangeres Camille Dhont. Het nummer werd begin juli 2022 uitgebracht, als tweede single van haar tweede studioalbum SOS. Het nummer werd gekozen als MNM-Big Hit, en kwam een week later meteen binnen op plaats 12 in de Ultratop 50. Ondanks dat het nummer één van de populairste singles werd van de zomer 2022, kwam het nummer niet in aanmerking voor de Radio 2 Zomerhit, omdat het nummer te laat uitgebracht werd, volgens de officiële regels. Camille zong het nummer verschillende keren tijdens het programma Tien om te zien. Midden augustus behaalde de single een piek op plaats 2, haar hoogste notering tot dan toe.

## Hitlijsten

### Ultratop 50 Vlaanderen
| Geen tranen meer over in de Ultratop 50: 09-07-2022-26-11-2022 | Geen tranen meer over in de Ultratop 50: 09-07-2022-26-11-2022 | Geen tranen meer over in de Ultratop 50: 09-07-2022-26-11-2022 | Geen tranen meer over in de Ultratop 50: 09-07-2022-26-11-2022 | Geen tranen meer over in de Ultratop 50: 09-07-2022-26-11-2022 | Geen tranen meer over in de Ultratop 50: 09-07-2022-26-11-2022 | Geen tranen meer over in de Ultratop 50: 09-07-2022-26-11-2022 | Geen tranen meer over in de Ultratop 50: 09-07-2022-26-11-2022 | Geen tranen meer over in de Ultratop 50: 09-07-2022-26-11-2022 | Geen tranen meer over in de Ultratop 50: 09-07-2022-26-11-2022 | Geen tranen meer over in de Ultratop 50: 09-07-2022-26-11-2022 | Geen tranen meer over in de Ultratop 50: 09-07-2022-26-11-2022 | Geen tranen meer over in de Ultratop 50: 09-07-2022-26-11-2022 | Geen tranen meer over in de Ultratop 50: 09-07-2022-26-11-2022 | Geen tranen meer over in de Ultratop 50: 09-07-2022-26-11-2022 | Geen tranen meer over in de Ultratop 50: 09-07-2022-26-11-2022 | Geen tranen meer over in de Ultratop 50: 09-07-2022-26-11-2022 | Geen tranen meer over in de Ultratop 50: 09-07-2022-26-11-2022 | Geen tranen meer over in de Ultratop 50: 09-07-2022-26-11-2022 | Geen tranen meer over in de Ultratop 50: 09-07-2022-26-11-2022 | Geen tranen meer over in de Ultratop 50: 09-07-2022-26-11-2022 | Geen tranen meer over in de Ultratop 50: 09-07-2022-26-11-2022 | Geen tranen meer over in de Ultratop 50: 09-07-2022-26-11-2022 |
| Week:                                                          | 1                                                              | 2                                                              | 3                                                              | 4                                                              | 5                                                              | 6                                                              | 7                                                              | 8                                                              | 9                                                              | 10                                                             | 11                                                             | 12                                                             | 13                                                             | 14                                                             | 15                                                             | 16                                                             | 17                                                             | 18                                                             | 19                                                             | 20                                                             | 21                                                             |                                                                |
| -------------------------------------------------------------- | -------------------------------------------------------------- | -------------------------------------------------------------- | -------------------------------------------------------------- | -------------------------------------------------------------- | -------------------------------------------------------------- | -------------------------------------------------------------- | -------------------------------------------------------------- | -------------------------------------------------------------- | -------------------------------------------------------------- | -------------------------------------------------------------- | -------------------------------------------------------------- | -------------------------------------------------------------- | -------------------------------------------------------------- | -------------------------------------------------------------- | -------------------------------------------------------------- | -------------------------------------------------------------- | -------------------------------------------------------------- | -------------------------------------------------------------- | -------------------------------------------------------------- | -------------------------------------------------------------- | -------------------------------------------------------------- | -------------------------------------------------------------- |
| Positie:                                                       | 12                                                             | 13                                                             | 10                                                             | 5                                                              | 5                                                              | 2                                                              | 6                                                              | 2                                                              | 2                                                              | 2                                                              | 14                                                             | 26                                                             | 22                                                             | 35                                                             | 25                                                             | 32                                                             | 40                                                             | 40                                                             | 41                                                             | 36                                                             | 42                                                             | uit                                                            |